# 阿滕韦勒
阿滕韦勒是德国巴登-符腾堡州的一个市镇。总面积27.20平方公里，总人口1720人，其中男性925人，女性795人（2011年12月31日），人口密度63人/平方公里。